# Óquei Clube de Barcelos
L'Óquei Clube de Barcelos és un club d'hoquei sobre patins de la ciutat de Barcelos (Portugal). És un dels equips d'hoquei patins més importants tant de Portugal com d'Europa. Se'l coneix com a "Óquei de Barcelos", "OCB", "OC Barcelos", o simplement "Barcelos". Actualment disputa els seus partits com a local al Pavilhão Municipal de Barcelos.

## Història
L'equip ha guanyat en tres ocasions la Lliga portuguesa, concretament les temporades 1992/93, 1995/96 i 2000/01, esdevenint subcampió en deu ocasions més. Pel que fa a la Copa de Portugal, s'ha imposat en quatre ocasions els anys 1992, 1993, 2003 i 2004, essent finalista en sis ocasions més. Pel que fa a la Supercopa, també ha aconseguit guanyar-ne quatre edicions.
A nivell internacional, l'any 1991 es proclama guanyador de la Copa d'Europa en una final disputada a doble partit enfront el Roller Monza italià. Fruit d'aquest títol, guanyaria posteriorment la Copa Intercontinental de 1992 enfront el Sertãozinho HC de Brasil i la Copa Continental de 1992 enfront el Sporting CP de Portugal.
L'any 1993 guanya la Recopa d'Europa enfront el SC Thunerstern suís a la final, mentre que al 1995 s'imposa a la Copa de la CERS enfront el CP Tordera. Posteriorment, tornaria a guanyar dues Copes de la CERS més de forma consecutiva els anys 2016 i 2017 enfront el CP Vilafranca i el CGC Viareggio respectivament.

## Palmarès
Els títols nacionals i internacionals aconseguits pel club portuguès són:
- 1 Copa Intercontinental (1992)
- 1 Copa d'Europa (1990/91)
- 1 Recopa d'Europa (1992/93)
- 3 Copes de la CERS (1994/95, 2015/16, 2016/17)
- 1 Copa Continental (1992)
- 3 Lligues de Portugal (1992/93, 1995/96, 2000/01)
- 4 Copes de Portugal (1991/92, 1992/93, 2002/03, 2003/04)
- 5 Supercopes de Portugal (1993, 1998, 2002/03, 2003/04, 2024/25)
- 1 Elite Cup (2021)
- 1 Torneig Ciutat de Vigo (1991)